# Au lit
Pour l’article ayant un titre homophone, voir Ollie.
Au lit (en espagnol : En la cama, Dans la chambre) est un film germano-chilien réalisé par Matías Bize, sorti en 2005.

## Liminaire
Il s'agit du second long métrage du réalisateur qui traite de son thème récurrent : les relations de couple.
Le film se passe entièrement dans un motel de Santiago et décrit une rencontre amoureuse entre deux jeunes de classe moyenne. Il obtint huit prix, entre autres quatre au festival du film de la Havane, le Premio Goya du meilleur film étranger de langue castillane et le Espiga de Oro a la Seminci de Valladolid.

## Synopsis
En la cama est l'histoire d'une nuit d'amour clandestin dans un motel. Situation propice aux confessions.

## Fiche technique
- Titre français : Au lit (Dans la chambre[réf. nécessaire])
- Titre original : En la cama
- Réalisation : Matías Bize
- Scénario : Julio Rojas
- Production : Adrian Solar
- Durée : 85 minutes
- Date de sortie : 2005

## Distribution
- Blanca Lewin
- Gonzalo Valenzuela